# ОШ „Никола Тесла” Прњавор
ОШ „Никола Тесла” је највећа школа на подручју општине Прњавор и међу највећим је основним школама у Републици Српској. Налази се у улици Цара Лазара 26. Име је добила по Николи Тесли, српском и америчком проналазачу, инжењеру електротехнике и машинства и футуристи, најпознатијем по свом доприносу у пројектовању модерног система напајања наизменичном струјом.

## Историјат
Основна школа „Никола Тесла” је основана као јавна установа одлуком општине Прњавор 10. маја 1991. године. Од 1966—1991. године носила је назив ОШ „9. мај” и мењала је, у складу са тадашњим законима, неколико пута облик организовања и правни статус. Са осталим основним школама са подручја општине Прњавор ова школа се 1972. године удружила у Заједницу основних школа Прњавор, а 1974. у Радну организацију Центар основних школа Прњавор.
Почетком школске 1985—86. године ОШ „9. мај” се раздвојила у Основну школу „9. мај” и Основну школу „Бранко Ћопић”. Основна школа „9. мај” остала је у садашњој згради која је изграђена 1979. године. У деветнаестом веку (1882. године) у Прњавору је изграђена зграда основне школе која је била у функцији све до Другог светског рата.  У архивским документима је забележен податак да је пре Берлинског конгреса у Прњавору постојала основна школа за образовање деце коју је организовала Српска црквена општина Прњавор. Српска народна основна школа, поред општинске, је постојала све до 1918. године. Одмах након Другог светског рата је основана четвороразредна, а 1958. године и осморазредна основна школа. До изградње садашњег објекта школе 1979. године настава се одвијала у пет објеката у различитим деловима града.
Први лист школе „Ђачки дани” је издат 2008. године, излази два пута у току школске године, у децембру и мају. Садржи 32 странице на којима се објављују литерарни и ликовни радови ученика, занимљивости из света, науке и уметности, школске вести и извештаји, резултати истраживања, о ученицима, секцијама и разредима који су својим радом остварили запажене резултате и освојили награде и признања. Освојио је треће место на Смотри школских листова основних школа Републике Српске у оквиру манифестације „Озренско драговање 2011”, у конкуренцији од 23 основне школе.

## Продужени боравак
Од 2012. године у школи је организован продужени боравак за ученике од првог до трећег разреда. Прву школску годину је продужени боравак похађало око двадесет ученика. Године 2017—18. су имали око 70 ученика, а подаци показују да је све већа заинтересованост родитеља да њихова деца иду у продужени боравак.
Садржи посебно припремљене учионице за рад, одвојену просторију за одмор, на располагању им је и школска трпезарија где имају обезбеђен доручак и ручак, као и школска сала и школско двориште. Ученици у продуженом боравку могу да бораве пре и након редовне наставе. Формиране су три групе ученика, а за сваку су ангажовани водитељи, професори разредне наставе.
Основни циљеви продуженог боравка, као проширеног програма рада школе, су да се кроз адекватне садржаје рада и активности задовоље образовне и васпитне потребе ученика, да се подстиче развој њихових интересовања и креативности. Ученици из продуженог боравка активно учествују у свим манифестацијама које се организују у школи (приредбама, изложбама, акцијама).

## Библиотека
Школска библиотека „Никола Тесла” се налази на самом улазу у школу и заузима простор од 70 метара квадратних. Рад се одвија у две смене, представља центар за унапређивање разних облика и метода васпитно – образовног рада, место пријема и дистрибуције информација у школи. Тренутно располаже са 14.113 књига подељених на ученички и наставнички фонд. Ученички фонд броји 11.648 књига, обухвата дела обавезне школске лектире и све ауторе предвиђене наставним планом и програмом. Стручну литературу чини 2465 књига из области историје, књижевности, математике, физике, педагогије, психологије, биологије, хемије, страних језика, као и некњижевну грађу.
У библиотеци је уређена читаоница и Интернет кутак за ученике. На почетку сваке школске године се врши упис нових чланова, а тренутно их има 1090. Сваке школске године се бира „најбољи читалац библиотеке” који за Дан школе бива награђен књигом и дипломом.

## Пројекти
Досадашњи пројекти реализовани у школи су:
- Пројекат „Доситеј” 2012—2014. године[11]
- Пројекат „Енергетска ефикасност” 2016—2017. године[12]
- Пројекат „Видео надзор” 2016—2017. године[13]
- Пројекат „Читалићи” 2016—2019. године[14]
- Пројекат „SPARKreators” 2016—2021.[15]
- Пројекат „Школе за 21. век” 2018. године[16]

## Догађаји
Догађаји основне школе „Никола Тесла”:
- Светосавска академија[18]
- Дечија недеља[19]
- Дан српског јединства, слободе и националне заставе[20]
- Дан ученичких постигнућа[21]
- Дан победе над фашизмом
- Дан планете земље[22]
- Дан Африке
- Дан ученичке самоуправе[23]
- Дан безбедности у саобраћају[24]
- Међународни дан породице[25]
- Међународни дан старијих особа[26]
- Међународни дан борбе против насиља над женама
- Међународни дан писмености[27]
- Међународни дан особа са инвалидитетом[28]
- Међународни дан мира
- Међународни дан толеранције[29]
- Међународни дан солидарности
- Међународни дан жена[30]
- Међународни дан матерњег језика[31]
- Међународни дан планина[32]
- Међународни дан биолошке разноликости
- Међународни дан дислексије[33]
- Међународни дан непушења
- Међународни дан сигурног интернета[34]
- Међународни дан дечије књиге[35]
- Светски дан детета[36]
- Светски дан учитеља[37]
- Светски дан поезије[38]
- Светски дан вода[39]
- Светски дан шума[40]
- Светски дан позоришта
- Светски дан плеса
- Светски дан свесности о аутизму
- Светски дан здравља[41]
- Светски дан без аутомобила[42]
- Светски дан менталног здравља[43]
- Светски дан борбе против сиде
- Светски дан поште
- Светски дани штедње[44]
- Светски дан хране[45]
- Светски дан књиге и ауторских права[46]
- Светски дан телекомуникацијског и информацијског друштва
- Светски дан културне разноликости за дијалог и развој
- Европски дан језика[47]
- Европска ноћ истраживача[48]